# 줄리앤 맥나마라
줄리앤 린 맥나마라(Julianne Lyn McNamara, 1965년 10월 11일 ~ )는 전 미국의 체조 선수이며, 올림픽 역사상 체조의 여자 개인 종목에서 금메달을 획득한 첫 미국 선수가 되었다.
뉴욕 퀸스에서 오스트레일리아인 부모에게 태어났다.
1980년 미국이 불참한 모스크바 올림픽을 위한 선발 시합에 나가는 데 국내 개인 종합 타이틀을 우승하였다. 1년 후, 모스크바에서도 열린 세계 선수권에서 맥나마라는 개인 종합전 7위를 하여 경기의 득점을 올렸다. 거기서 이단평행봉 동메달을 획득하고, 마루 운동 7위와 평균대 운동 5위를 하였다.
1982년 월드컵에서는 철봉에서 떨어져 개인 종합전 8위를 하였다. 추가로 도마에서 3위와 평균대 운동 7위를 하였다. 이듬해 세계 선수권에서 개인 종합전 16위, 도마 6위와 이단평행봉 7위를 하였다.
맥나마라의 경력의 최고점은 1984년 로스앤젤레스 올림픽에서 나왔다. 거기서 그녀는 이단평행봉에서 중화인민공화국의 마얀훙과 10.00점의 동점을 매겨 공동으로 우승하였다. 또한 단체전과 마루 운동에서 은메달을 따기도 하고, 개인 종합전 4위를 하였다.
로스앤젤레스 올림픽이 자신의 마지막 경연이었어도 1987년까지 체조에서 은퇴하지 않았다. 그녀는 자신의 국제 경연에 많은 성과를 이루었다. 1980년대 초반에 지도에다 미국 여성 팀을 올려 놓는 데 도움을 주었고, 1981년부터 1984년까지 국제적으로 최고의 미국 체조 선수로 인정을 받았다.